# Senda de Granada
La Senda de Granada es una localidad española perteneciente a la pedanía de Churra, en el municipio de Murcia, Región de Murcia. Está situada en la parte septentrional de la comarca de la Huerta de Murcia. Cerca de esta localidad se encuentran los núcleos de Espinardo y El Puntal.

## Historia
Le debe su nombre al camino que unía Granada con el Levante español.

## Demografía
Según el Instituto Nacional de Estadística de España, en el año 2021 la Senda de Granada contaba con 1.007 habitantes censados.

### Evolución de la población
| Gráfica de evolución demográfica de la Senda de Granada entre 2002 y 2021 |
|                                                                           |
| Datos según el nomenclátor publicado por el INE.                          |